# افعی سرنیزه‌ای زرین
افعی سرنیزه‌ای زرین که با نام علمی Bothrops insularis شناخته می‌شود ، یک گونه زهرآگین از مارهای زنگی است که تنها در جزیره مارها در ایالت سائوپائولو در برزیل یافت می‌شود.این افعی نام خود را از رنگ زردگون قهوه‌ای بخش زیرین خود و از شکل سرش گرفته‌است. تاکنون هیچ زیرگونهٔ دیگری برای این گونه از مارها یافت نشده است.زهر این مار کشنده‌ترین زهر در میان مارها، در جهان است. این مار در فهرست قرمز اتحادیهٔ بین‌المللی حفاظت از طبیعت قرار دارد.